# Черкизона. Одноразовые люди
«Черкизо́на. Однора́зовые лю́ди» — российский телесериал производства кинокомпании «Всемирные русские студии» (RWS) по заказу компании РЕН ТВ. Вышел 31 мая 2010 года.

## Сюжет
Местом действия сериала стал вещевой Черкизовский рынок, закрытый летом 2009 года. Провинциальный хирург после гибели жены остаётся один с дочерью Дашей. Он увольняется с работы и вместе с девочкой едет в Москву. В Москве они попадают на Черкизовский рынок, где девочка бесследно исчезает. Находясь в розыске за похищение Даши, Сергей не может обратиться в милицию. Он вынужден начать собственные поиски. Расследование приводит Сергея в рыночный бордель, местное казино, на невольничий рынок, в бойцовский клуб и подпольную тюрьму, где у людей вырезают органы на продажу.

## Персонажи
- Сергей Виноградов — Дмитрий Миллер
- Лилька — Анастасия Макеева
- Егор — Константин Соловьёв
- Любомир — Михаил Сафронов
- Ольга — Ольга Чудакова
- Гиви — Сахат Дурсунов
- Леся — Анастасия Клюева
- Ахмат — Анатолий Дзиваев
- Руслан — Тимур Коротков
- Таран — Валерий Афанасьев
- Вася — Алексей Розин
- Петрович — Юрий Кузнецов
- Драгон — Павел Чинарёв
- Римма — Анна Пестрякова
- Лена — Лилия Кондрова
- Виктор — Александр Пашков
- Катя — Ирина Вилкова
- Толян — Тимур Ефременков
- Раков — Анатолий Котенёв
- Чингиз — Марат Абдрахимов
- Оперативник Вова — Денис Манохин
- Юрка — Николай Сирин
- Ирина, мать Лильки — Валентина Игнатьева
- Даша — Екатерина Аманова
- Лёня — Анатолий Гущин

## Саундтрек
Главная музыкальная тема сериала является плагиатом песни Джонни Кэша «The Man Comes Around». Слова к саундтреку сериала были написаны Андреем Феофановым, однако на официальном сайте сериала заявлено, что якобы и музыкальную тему также создал сам Феофанов.